# Cucumaria calcigera
Cucumaria calcigera är en sjögurkeart. Cucumaria calcigera ingår i släktet Cucumaria och familjen korvsjögurkor. Inga underarter finns listade i Catalogue of Life.